# Yeha

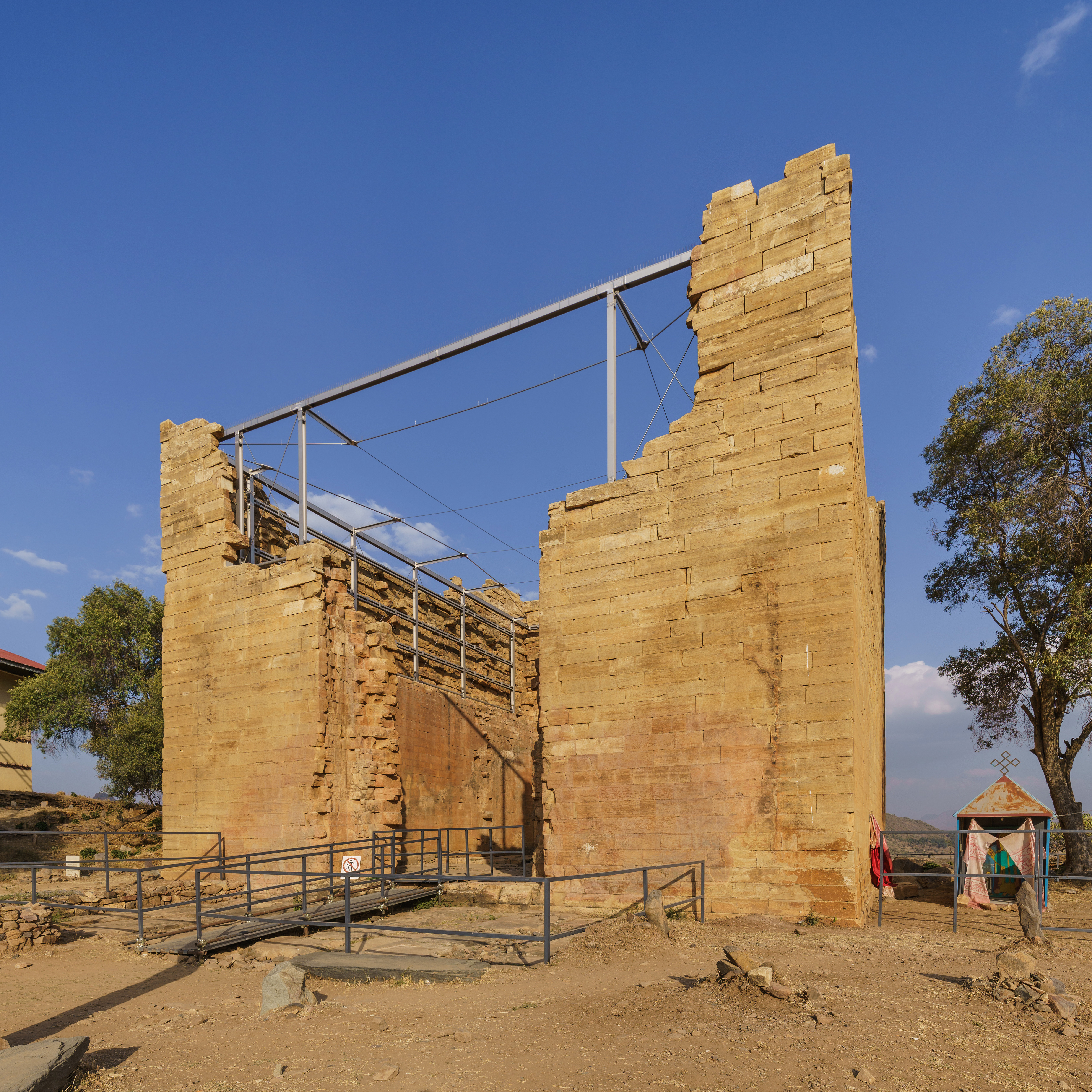
Ruinen des Tempels von Yeha

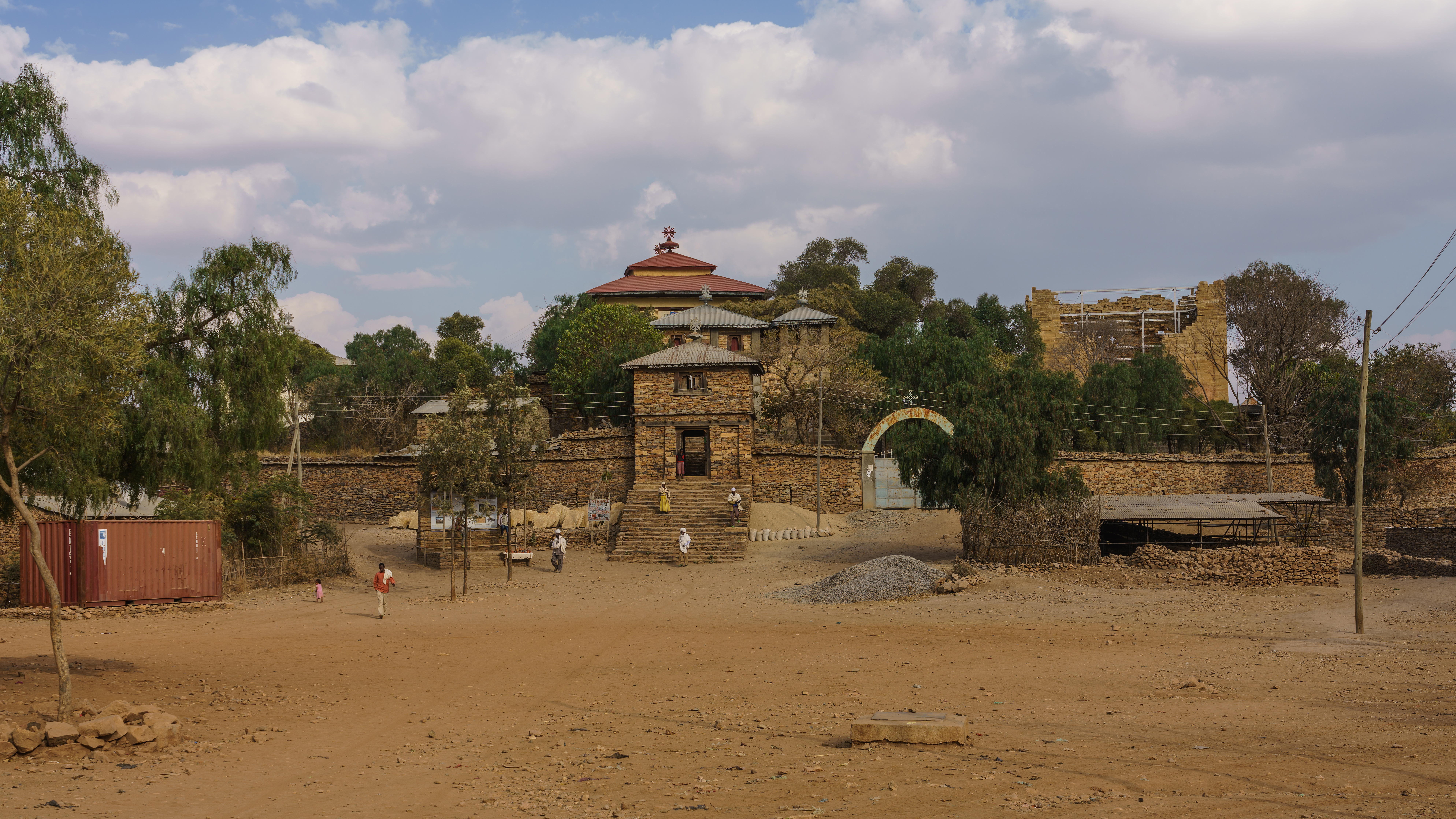
Gesamtansicht des Tempels von Yeha mit der Kirche daneben

Yeha (altäthiopisch: ይሐ Yiḥa, altsüdarabisch Yḥʔ) ist ein Dorf im nördlichen Äthiopien. Der Ort liegt in einer Gegend, deren Boden besonders fruchtbar ist. Hier stehen noch heute die Ruinen eines Tempels, der dem Reich von Da’amot zugeordnet werden kann. Yeha war vielleicht dessen Hauptstadt. Der Tempel (18,5 m × 15 m) besteht aus Stein, ist noch gut erhalten und wurde 2017 gesichert. Bei Ausgrabungen fanden sich auch die Reste eines Palastes und eine Nekropole. Einige der Grabanlagen waren eventuell königlich. Es fand sich eine Inschrift des Herrschers Wʿrn Ḥywt.
Am Ort befindet sich auch ein Kloster der Äthiopisch-Orthodoxen Tewahedo-Kirche. Ausgrabungen finden mit Unterbrechungen seit 1952 statt, seit 2009 verantwortet vom Deutschen Archäologischen Institut, Außenstelle Sanaa.